# Famille von Holstein
Pour les articles homonymes, voir Holstein (homonymie).
Holstein est le nom d'une famille noble du Mecklembourg, plus tard également du Schleswig-Holstein et du Danemark. Deux branches danoises sont élevées au rang de comte au XVIIIe siècle.
La famille ne doit pas être confondue avec les comtes régnants de Schaumbourg et Holstein ou avec la famille noble morave Holštejn (de).

## Histoire
Heinrich Holstein (Hinricus Holtsatus), probablement originaire de Holstein, est considéré comme l'ancêtre de la famille et apparaît dans le sillage du prince Borwin Ier de Mecklembourg le 24 juin 1218 lors de la consécration de la ville de Rostock et le 7 juin 1222 lors de la fondation de l'abbaye de Tempzin (de). La famille est apparentée par ses armoiries et sa généalogie aux Kruse du château voisin de Varchow (Möllenhagen).

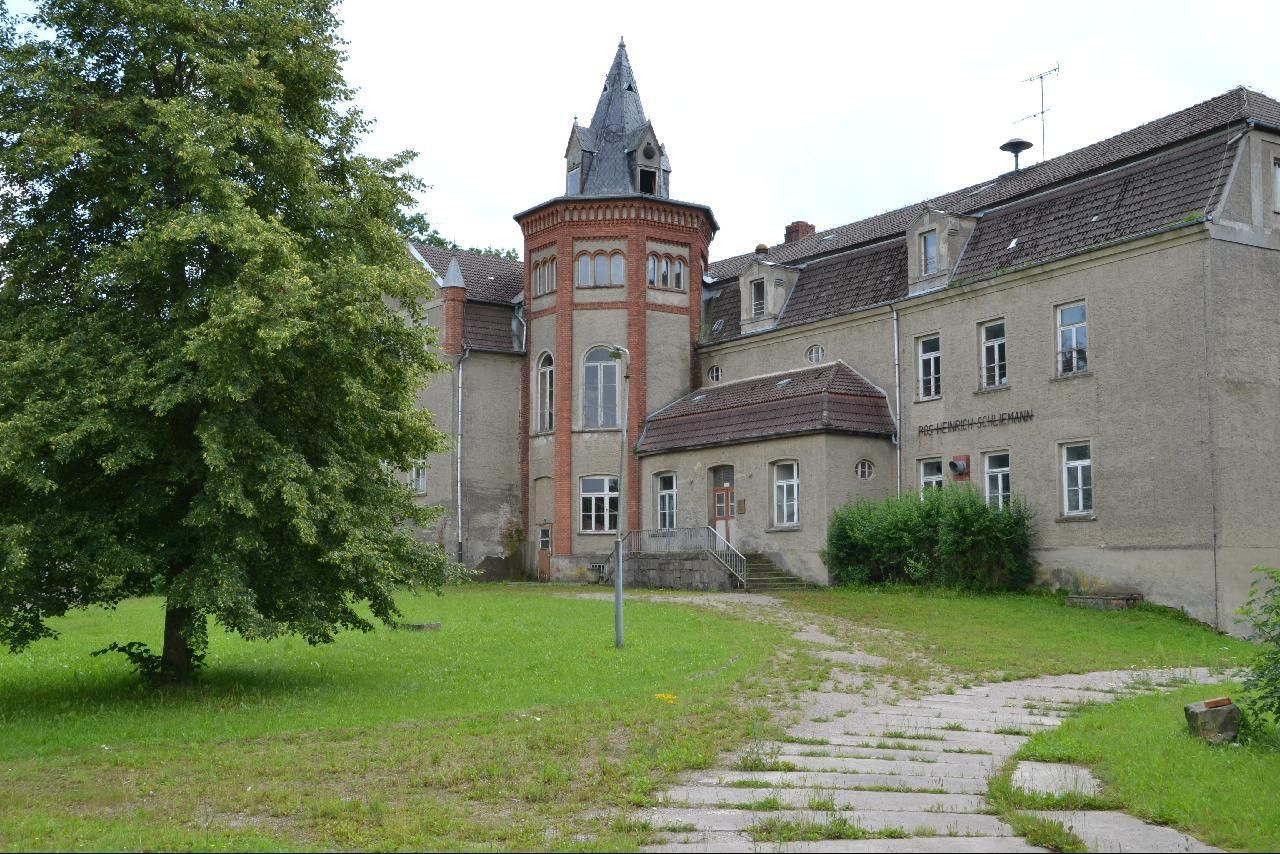

La famille possède probablement le château d'Ankershagen (de) près de Penzlin depuis les années 1200. Avant 1551, à l'ouest de ce château, est édifié un manoir (dite « Maison Vieille »), qui est probablement reconstruit entre 1550 et 1570 dans le style Renaissance ou complété par un nouveau bâtiment, la « Maison Neuve » (aujourd'hui le manoir d'Ankershagen (de)). La famille doit mettre en gage son domaine d'origine au XVIIe siècle et l'abandonner par la suite.
En 1523, les seigneurs de Holstein sont parmi les cosignataires de l'Union des États. Plus tard, la famille possède de vastes propriétés dans le Mecklembourg et la Poméranie (occidentale). Les branches de Fürstenberg, Möllenhagen et Klink voient le jour.
Le registre d'inscription de l'abbaye de Dobbertin contient 19 inscriptions de filles de la famille von Holstein de 1696 à 1854, originaires de Möllenhagen, Ankershagen, Groß et Klein Luckow, Wismar et Schwerin, en vue de leur admission dans le couvent aristocratique local. Les armoiries de deux conventuelles avec l'étoile de l'ordre sont accrochées sur la galerie des nonnes dans l'église de l'abbaye. La pierre tombale de la conventuelle Maria Eleonora von Holstein, qui vécut 45 ans au monastère de Dobbertin, est encore présente.
Le déclin de la fortune familiale au XVIIe siècle, à la suite de la guerre de Trente Ans, incite plusieurs membres de la famille à entrer au service danois, comme c'est le cas pour d'autres familles du Mecklembourg. Adam Christoph von Holstein (1631-1690), de la branche de Fürstenberg, devient colonel au service du Danemark. En 1663, il épouse Catharina Christina von Reventlow, une sœur de Friedrich von Reventlow (de), en 1663. Sur les 16 enfants du couple, six fils atteignent l'âge adulte et fondent la plupart des branches du Schleswig-Holstein/du Danemark de la famille.
La famille acquit de grands domaines et un grand prestige au Danemark. Il fournit plusieurs chanceliers et au XIXe siècle avec Ludvig Holstein-Holsteinborg et Ludvig Holstein-Ledreborg deux premiers ministres du Danemark. Dans le Holstein, elle possède le château de Waterneverstorf aux XVIIIe et XIXe siècles, et au Danemark, il possède encore aujourd'hui le château d'Holsteinborg et le château de Ledreborg (de). En 1969, le diplomate danois Christian Frederik Per von Holstein acquit le château de Scipion (de) en Lombardie, l'une des anciennes résidences ancestrales de la famille de son épouse Maria Luisa, née Marchesa Pallavicini.

## Élévations de rang

### Holstein-Holsteinborg
Holsteinborg

Château d'Holsteinborg

Ulrich Adolph von Holstein (1664-1737), fils d'Adam Christoph von Holstein (1631-1690) sur Netzeband et Buchholtz, fut d'abord inféodé à la baronnie de Führenthal (Fyrendal) (Fyrendal Sogn (de)) en Seeland par un diplôme royal danois du 4 septembre 1700. En 1707, il achète à la famille Trolle (de) le domaine de Trolholm, qui s'appelait à l'origine Braade et appartenait aux Trolle depuis 1562 ; il le rebaptise Holsteinborg (Holsteinborg Sogn (de)). Par diplôme royal danois du 1er janvier 1708, il est élevé au rang de comte féodal danois avec le prédicat zu Holsteinburg (Holstenborg). Le château de Holsteinborg appartient encore aujourd'hui aux comtes féodaux de Holstein-Holsteinborg.
Waternevertorf

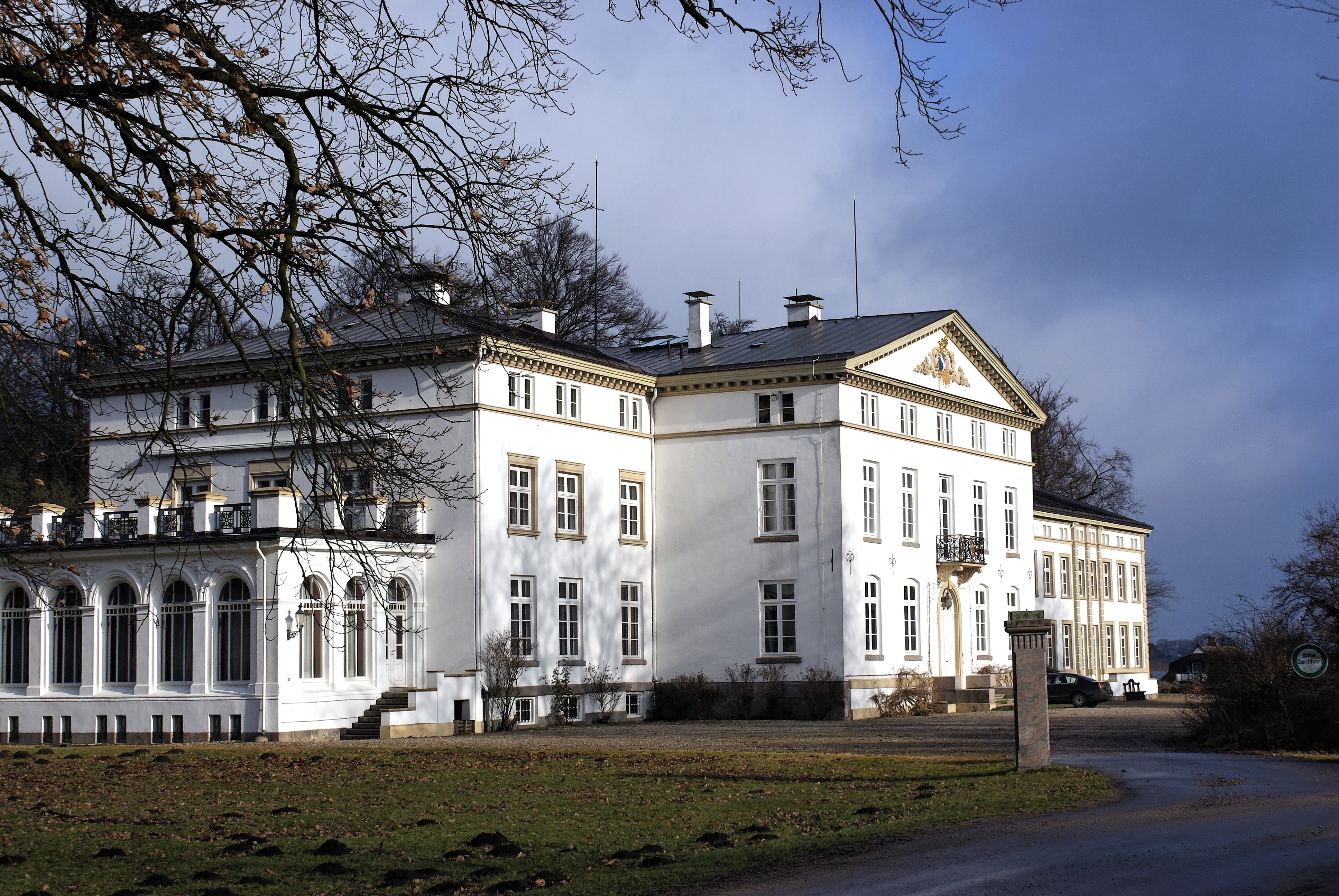
Château de Waterneverstorf, Holstein-de-l'Est

En 1776, le château de Waterneverstorf en Holstein-de-l'Est revient à la branche d'Holsteinborg par héritage de la famille Blome. De son temps, Neverstorf devient un centre culturel du Holstein et le domaine accueille des invités tels que Matthias Claudius et Friedrich Gottlieb Klopstock ou Hans Christian Andersen. En 1897, la branche de Neverstorf des comtes Holstein-Holsteinborg s'éteint et le domaine est passé par contrat d'héritage aux comtes Waldersee, qui en sont toujours propriétaires.

### Holstein-Ledreborg

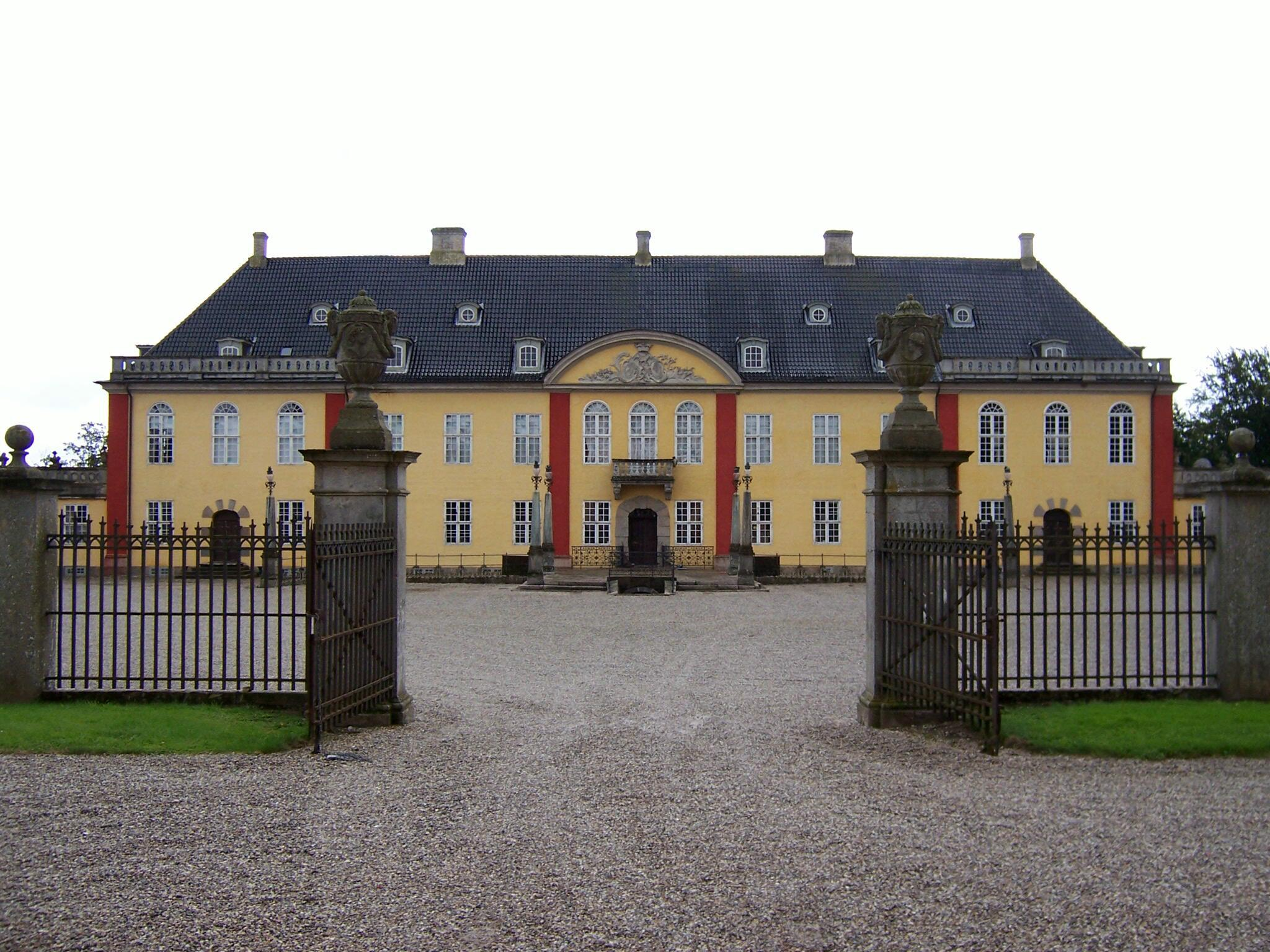

Johan Ludvig von Holstein de la branche de Möllenhagen acquit le domaine danois de Ledreborg sur l'île principale de Seeland en 1739 et y ensuite construit le château de Ledreborg (de). Il est élevé à la dignité de comte féodal danois par un diplôme du 31 mars 1750 avec le prédicat zu Lethraburg (Ledreborg). Le château de Ledreborg est resté jusqu'à aujourd'hui la propriété des comtes féodaux Holstein-Ledreborg. La branche se convertit à la confession catholique. Knud comte de Holstein-Ledreborg (1919-2001) épouse en 1951 la princesse Marie-Gabrielle de Luxembourg (1925-2023), sœur du grand-duc Jean. De ses sept filles, la quatrième, Silvia Knudsdatter comtesse Holstein-Ledreborg, hérite de la propriété ; elle est mariée depuis 1979 à John Munro (de) de Foulis (de).

## Blason
- Sur les anciens sceaux, les Holstein portent un écu divisé en deux dans le sens de la longueur, avec un vol à dextre et une rose entière et une demi-rose à senestre. Le casque porte, certainement comme signe de grâce ancestral des princes de Mecklembourg, une tête de taureau (de) entre les cornes de laquelle se trouve le vol de l'écu. Plus récemment, la position est inversée : les roses se trouvent à dextre et le vol à senestre[3].
- Les armoiries de la branche montrent aujourd'hui une rose de gueules avec des graines dorées en argent en haut à dextre, une demi-rose rouge à la fente en bas et un vol d'aigle argentée de gueules à la fente à senestre. Sur le casque aux lambrequins rouges et argentés, une tête de buffle noire couronnée tournée vers l'avant, avec des cornes noires couvertes de barres dorées, entre le vol d'argent[4].

### Armoiries historiques

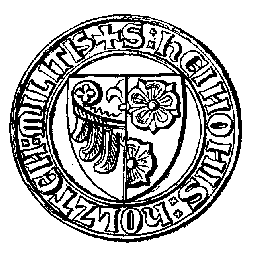
Sceau de Heine Holstein (1320)
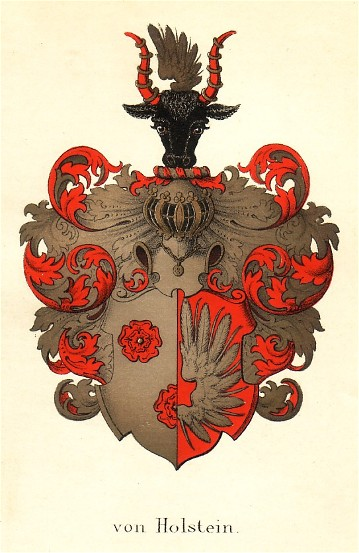
Armoiries au Danemark Adels Aarbog 1885

## Membres notables de la famille
- Johann von Holstein zu Möllenhagen, Speck et Groß Luckow (1618–1675), propriétaire foncier
  - Johann Georg von Holstein (de) (1662–1730), conseiller privé danois et sénéchal
    - Johan Ludvig von Holstein (1694–1763), chancelier du Danemark
      - Christian Frederik comte Holstein-Ledreborg (1735–1799)

    - Carl von Holstein (de) (1700-1763), magistrat et diplomate danois
    - Frederik Vilhelm von Holstein (1703–1767), huissier danois
    - Georg Frederik von Holstein (1717-1772), huissier danois
- Ulrich Adolph von Holstein (1664-1737), chancelier du Danemark
  - Frederick Conrad von Holstein-Holsteinborg (de) (1704-1749), lieutenant général danois
    - Henri de Holstein-Holsteinborg (1748–1796)
      - Friedrich Adolph comte Holstein-Holsteinborg (1784–1836)
        - Ludvig Holstein-Holsteinborg (1815–1892), homme politique danois

      - Heinrich Christoph von Holstein (de) (1786-1842) de Waterneverstorf, propriétaire foncier du Schleswig-Holstein, chanoine de Lübeck, membre de l'Assemblée des domaines du Holstein
        - Conrad von Holstein (de) (1825–1897), propriétaire foncier et député du Reichstag

  - Christian Ditlev von Holstein (1707-1760), officier danois
    - Ulrich Adolph von Holstein (1731-1789), premier ministre danois
- Henning Friedrich von Holstein (1694–1749, auf Ballin ), lieutenant-colonel royal danois
  - Joachim Friedrich von Holstein (1745–1797, sur Milmersdorf )
    - Friedrich Stephan von Holstein (1776–1820, sur Wittenhagen)
      - August Friedrich von Holstein (1800–1863, sur Karlstein)
        - Friedrich August von Holstein (1837-1909), diplomate, l'Éminence Grise
- Dietrich Friedrich von Holstein (de) (1758–1840), officier du Mecklembourg
- Julius Joachim Franz von Holstein (1814–1888), général du Mecklembourg, chef du département militaire de 1881 à 1888
- Franz von Holstein (1826–1878), compositeur
- Ludvig Holstein-Ledreborg (1839-1912), homme politique danois
- August von Holstein (de) (1847-1903), lieutenant général prussien